# Henry Cole

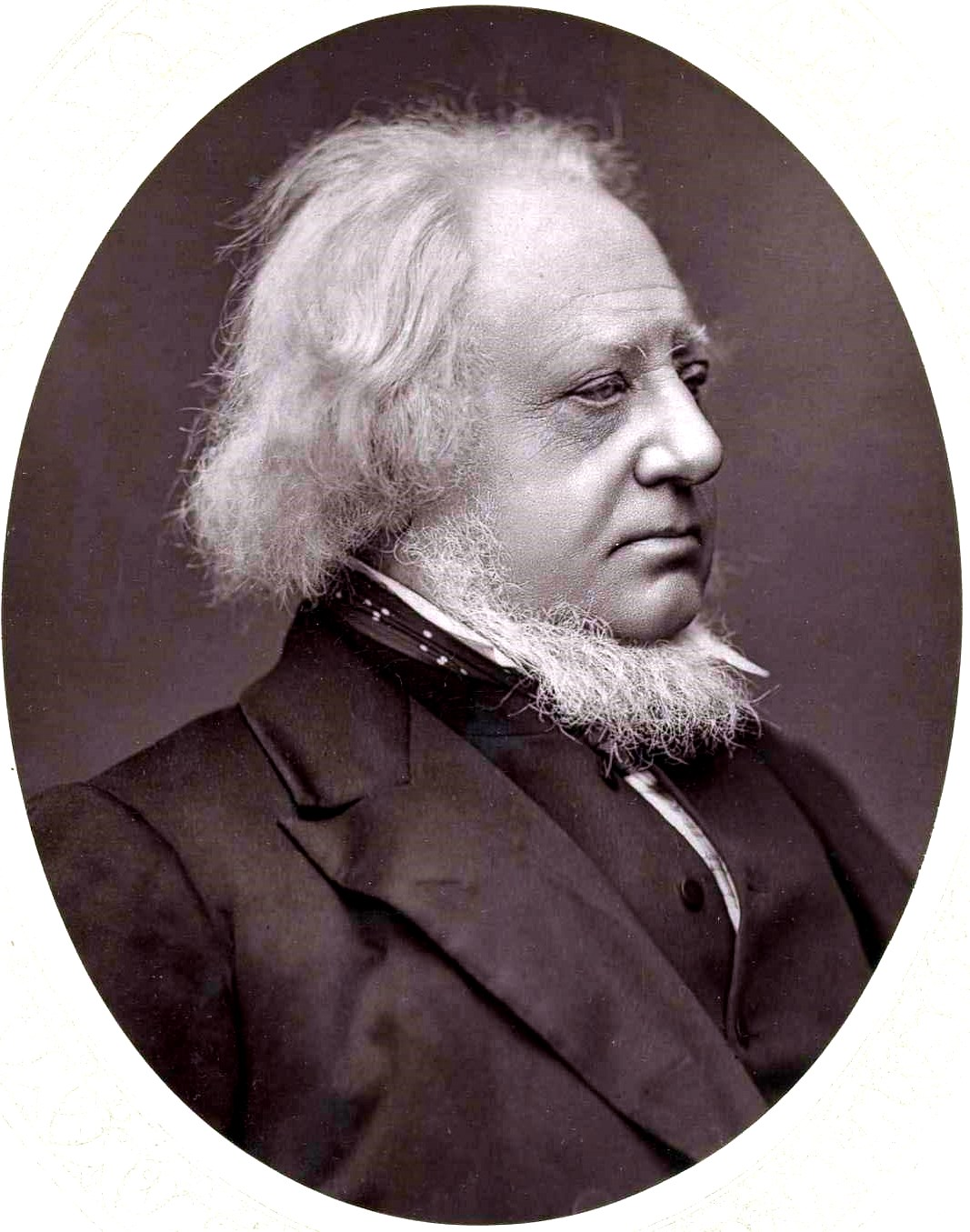
Retrat (woodburytípia) de Henry Cole, datat del 1876, per Lock & Whitfield.

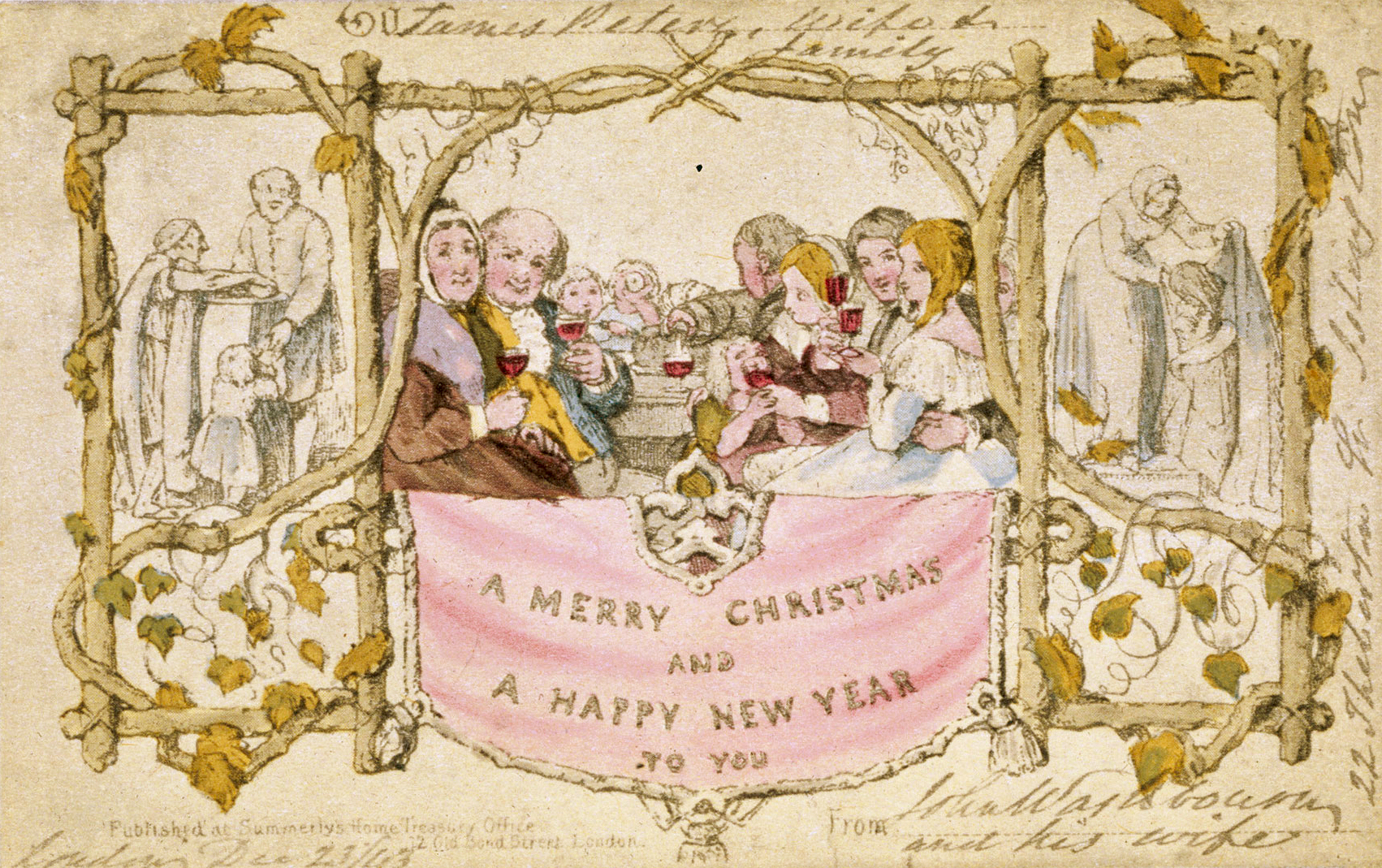
La primera postal de nadal.

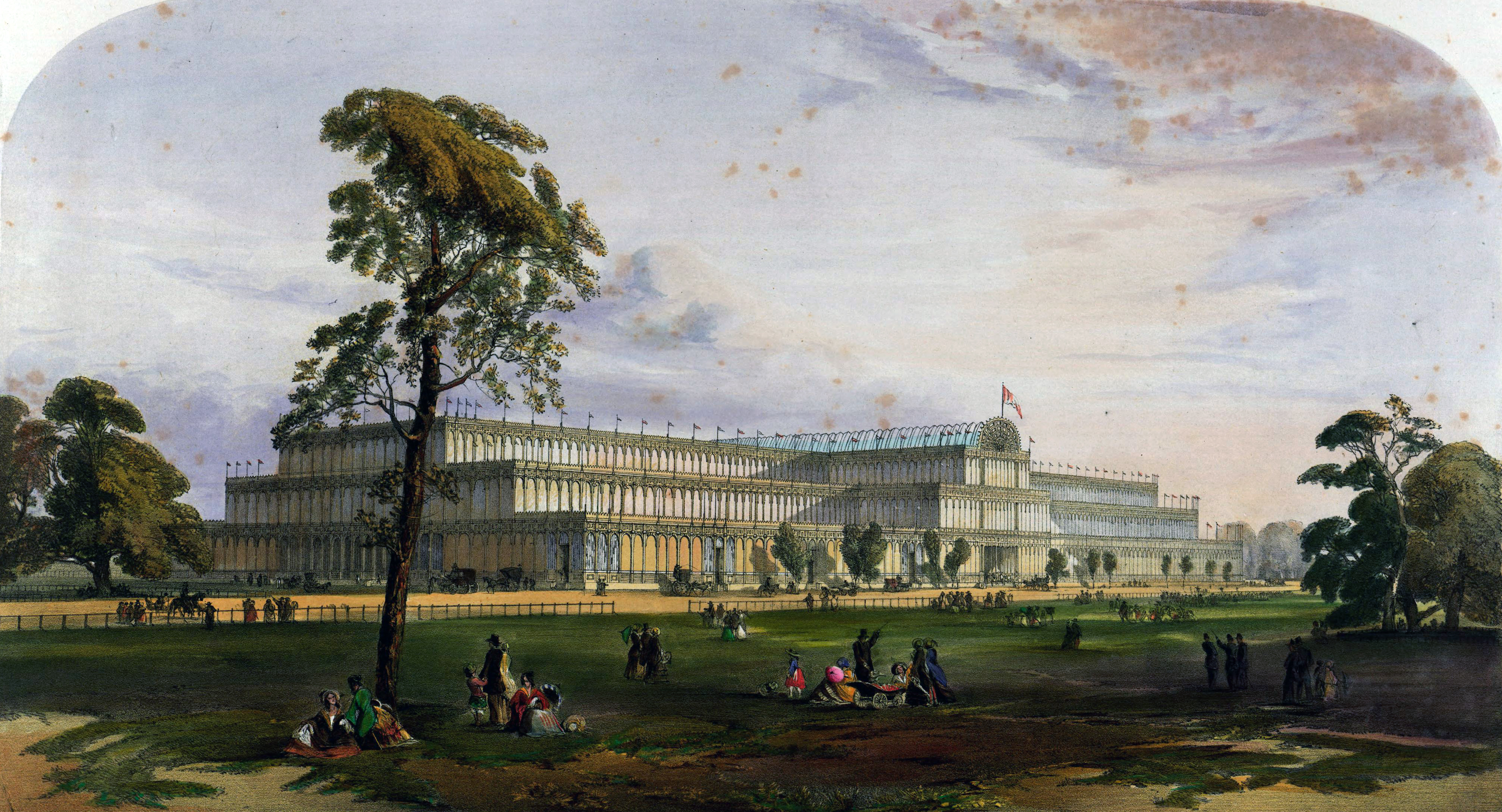
Imatge de la primera Exposició Universal, creada sota els auspicis de Cole.

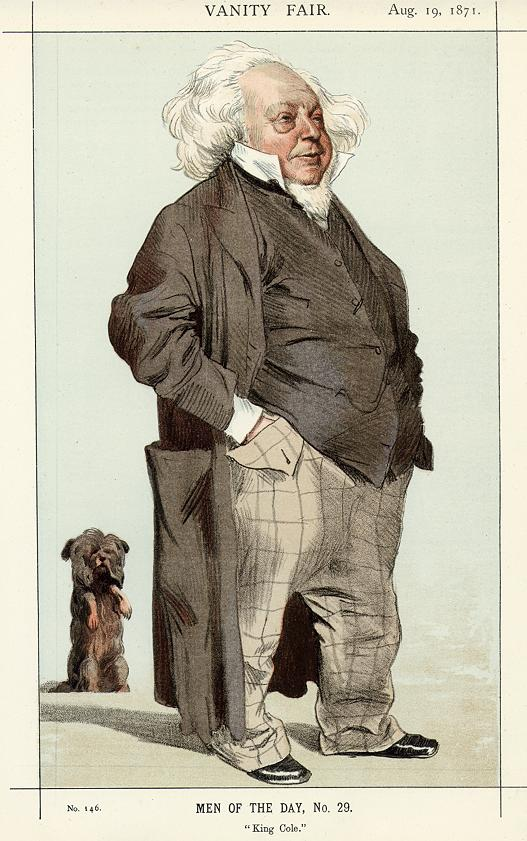
Caricatura del "King Cole" a la revista Vanity Fair.

Sir Henry Cole (Bath, 15 de juliol de 1808 – 18 d'abril de 1882) va ser un funcionari i inventor anglès responsable d'un bon nombre d'innovacions en els camps del comerç i l'educació a la Gran Bretanya del segle xix. És conegut avui en dia com a fundador d'un museu d'arts aplicades a South Kensington que esdevindria l'actual Victoria and Albert Museum i per haver reunit al seu entorn un grup d'artistes i pensadors altament influents en la teoria i pràctica de l'arquitectura, el disseny i les arts decoratives. La primera postal de Nadal va ser comercialitzada per Cole el 1843, i probablement fos responsable de la invenció del primer segell.

## Biografia
Cole nasqué a la ciutat anglesa de Bath i va anar a classe al Christ's Hospital de Londres. A l'edat de quinze anys es va iniciar en el treball administratiu a la Public Record Office, encarregat dels arxius nacionals britànics. Ell mateix va reformar la seva organització i conservació durant el seu temps en aquesta institució.
De 1837 a 1840 va treballar d'assistent de Rowland Hill i fou un personatge clau en la introducció del Penny Post, un sistema postal efectiu i barat que funcionava a preu d'un penic, on probablement contribuí al disseny del primer segell del món, l'anomenat Penny Black. Fent servir l'artista John Calcott, el 1843 Cole va crear la primera postal de Nadal comercialitzada.

## Obres signades sota pseudònim
Un dels interessos personals de Cole era el disseny industrial. Sota el pseudònim de Felix Summerly va crear articles que foren efectivament produïts, incloent-hi una joc de te fabricat per l'empresa Minton i pel qual li seria atorgat un premi el 1845. Fent servir aquest pseudònim, va escriure també llibres per a nens com A book of stories from the home treasury, A hand-book for the architecture, sculpture, tombs and decorations of Westminister Abbey (1859); An Alphabet of Quadrupeds (1844); o The most delectable history of Reynard the Fox (1846).

## Exposicions i museus
Com a membre de la Society for the Encouragement of Arts, Manufactures and Commerce, Cole cercà el suport del govern per a la seva campanya per millorar el nivell dels objectes industrials, i va aconseguir l'aprovació del príncep Albert. El 1847 un decret reial va canviar el nom de la institució a Royal Society for the Encouragement of Arts Manufactures and Commerce (RSA). Amb el patronatge d'Albert, Cole va poder organitzar una exposició de manufactures artístiques l'any 1847, que tindrien noves edicions consecutives el 1848 i el 1849.
El 1849 Cole va visitar l'exposició quinquennal de París on remarcà la manca d'un espai obert a participants estrangers, de manera que cercà el suport de la reina Victòria per establir una comissió reial amb la qual organitzar una exposició internacional. Aquesta rebé el nom de Great Exhibition of the Works of Industry of All Nations i tingué lloc al Crystal Palace de Hyde Park a Londres de l'1 de maig al 15 d'octubre de 1851, amb enorme èxit financer i de visitants, en part gràcies a la intel·ligència com a comerciant de Henry Cole.
Amb el superàvit de 186.000 lliures resultants de la Gran Exposició es van poder finançar projectes de ciència i educació artística al Regne Unit. Al barri londinenc de South Kensington es van crear institucions educatives i culturals que serien conegudes sota el nom irònic "Albertopolis". Henry Cole fou nomenat primer superindentendent general del Departament d'Art Pràctic, instituït pel govern per millorar els estàndards artístics amb la intenció de facilitar-ne l'aplicació industrial. D'aquest conjunt d'institucions va néixer el Victoria and Albert Museum, conegut inicialment com a 'Museum of Ornamental Art in Marlborough House.